# 武庫川女子大学建築学部・大学院建築学研究科
武庫川女子大学建築学部（むこがわじょしだいがくけんちくがくぶ、Faculty of Architecture）は、武庫川女子大学に開設されている建築学部で、武庫川女子大学院建築学研究科（むこがわじょしだいがくだいがくいんけんちくがくけんきゅうか、Graduate School of Architecture）は、大学院に開設されている建築学に関する研究科。
武庫川女子大学では修士課程と建築学科を合わせた、日本初の建築系学士修士課程6年間のJABEE認定を受けており、UNESCO-UIA 建築教育憲章対応プログラムとしても認可されている。

## 沿革
- 1949年 武庫川学院女子大学開学。学芸学部設置
- 1958年 武庫川女子大学に改称。また学芸学部を文学部と家政学部に改組
- 1966年 武庫川女子大学大学院修士課程開設
- 1994年 家政学部を生活環境学部に改組
- 2006年 生活環境学部に建築学科と大学院生活環境学研究科建築学専攻を開設
- 2010年 大学院建築学専攻内に一級建築士事務所 建築都市デザインスタジオ を設置
- 2013年 JABEE(日本技術者教育認定機構)の認定を受ける。建築系学士修士課程として国内初の認定（UNESCO-UIA建築教育憲章対応）
- 2020年 生活環境学部建築学科と大学院生活環境学研究科を母体に、建築学部・大学院建築学研究科を開設。また建築学部に新たに景観建築学科を、建築学研究科には景観建築学専攻を新たに開設

## 学部組織
建築学部
- 建築学科
- 景観建築学科

## 大学院
建築学研究科
- 建築学専攻
- 景観建築学専攻